# Pilsen Patriots
I Pilsen Patriots sono una squadra di football americano di Plzeň, nella Repubblica Ceca, fondata nel 1995.

## Dettaglio stagioni

### Tornei nazionali

#### Tackle

##### Prima squadra

###### ČLAF A/ČLAF
| Stagione | regular season | regular season | regular season | regular season | regular season | regular season | playoff | playoff | playoff | playoff | playoff | playoff    | playoff             |
|          | Vin            | Par            | Per            | Tot            | PF             | PS             | Vin     | Per     | Tot     | PF      | PS      | risultato  | avversaria          |
| -------- | -------------- | -------------- | -------------- | -------------- | -------------- | -------------- | ------- | ------- | ------- | ------- | ------- | ---------- | ------------------- |
| 1996     | 0              | 0              | 6              | 6              | 38             | 330            | -       | -       | -       | -       | -       | -          | -                   |
| 1998     | 0              | 0              | 8              | 8              | 32             | 600            | -       | -       | -       | -       | -       | -          | -                   |
| 1999     | 1              | 0              | 9              | 10             | 20             | 562            | -       | -       | -       | -       | -       | -          | -                   |
| 2001     | 1              | 0              | 4              | 5              | 40             | 107            | -       | -       | -       | -       | -       | -          | -                   |
| 2002     | 1              | 0              | 9              | 10             | 127            | 426            | -       | -       | -       | -       | -       | -          | -                   |
| 2003     | 2              | 0              | 5              | 7              | 118            | 251            | 0       | 1       | 1       | 7       | 53      | Wild Card  | Brno Alligators     |
| 2004     | 3              | 0              | 5              | 8              | 164            | 244            | 0       | 1       | 1       | 0       | 40      | Semifinale | Bratislava Monarchs |
| 2005     | 3              | 0              | 5              | 8              | 153            | 180            | -       | -       | -       | -       | -       | -          | -                   |
| 2008     | 0              | 0              | 6              | 6              | 38             | 219            | -       | -       | -       | -       | -       | -          | -                   |
| 2009     | 2              | 0              | 5              | 7              | 99             | 187            | 0       | 1       | 1       | 8       | 42      | Wild Card  | Brno Alligators     |
| 2010     | 1              | 0              | 5              | 6              | 60             | 182            | -       | -       | -       | -       | -       | -          | -                   |
| 2012     | 1              | 0              | 5              | 6              | 54             | 166            | -       | -       | -       | -       | -       | -          | -                   |
| 2018     | 0              | 0              | 10             | 10             | 102            | 385            | -       | -       | -       | -       | -       | -          | -                   |
| 2019     | 4              | 0              | 6              | 10             | 253            | 352            | -       | -       | -       | -       | -       | -          | -                   |
| 2020     | 1              | 0              | 5              | 6              | 95             | 202            | -       | -       | -       | -       | -       | -          | -                   |
| Totale   | 20             | 0              | 93             | 113            | 1393           | 4693           | 0       | 3       | 3       | 15      | 135     |            |                     |

Fonti: Enciclopedia del Football - A cura di Roberto Mezzetti

###### Divize B/ČLAF B/Divize II/Č2LAF
| Stagione | regular season | regular season | regular season | regular season | regular season | regular season | playoff | playoff | playoff | playoff | playoff | playoff    | playoff             |
|          | Vin            | Par            | Per            | Tot            | PF             | PS             | Vin     | Per     | Tot     | PF      | PS      | risultato  | avversaria          |
| -------- | -------------- | -------------- | -------------- | -------------- | -------------- | -------------- | ------- | ------- | ------- | ------- | ------- | ---------- | ------------------- |
| 2000     | 2              | 1              | 1              | 4              | 50             | 48             | -       | -       | -       | -       | -       | -          | -                   |
| 2006     | 3              | 0              | 1              | 4              | 112            | 21             | 0       | 1       | 1       | 14      | 22      | Semifinale | Liberec Highlanders |
| 2007     | 4              | 0              | 2              | 6              | 131            | 60             | 1       | 1       | 2       | 54      | 20      | Silverbowl | Brno Alligators     |
| 2013     | 6              | 0              | 0              | 6              | 184            | 27             | 3       | 0       | 3       | 126     | 32      | Campioni   | Liberec Titans      |
| 2014     | 1              | 0              | 5              | 6              | 88             | 190            | -       | -       | -       | -       | -       | -          | -                   |
| 2015     | 1              | 0              | 7              | 8              | 70             | 233            | -       | -       | -       | -       | -       | -          | -                   |
| 2016     | 5              | 0              | 3              | 6              | 238            | 180            | 0       | 1       | 1       | 0       | 67      | Silverbowl | Brno Sigrs          |
| 2017     | 3              | 0              | 5              | 8              | 200            | 212            | -       | -       | -       | -       | -       | -          | -                   |
| Totale   | 25             | 1              | 24             | 50             | 1073           | 971            | 2       | 2       | 4       | 89      | 126     |            |                     |

Fonti: Enciclopedia del Football - A cura di Roberto Mezzetti

###### Ž2LAF
| Stagione | regular season | regular season | regular season | regular season | regular season | regular season | playoff | playoff | playoff | playoff | playoff | playoff     | playoff          |
|          | Vin            | Par            | Per            | Tot            | PF             | PS             | Vin     | Per     | Tot     | PF      | PS      | risultato   | avversaria       |
| -------- | -------------- | -------------- | -------------- | -------------- | -------------- | -------------- | ------- | ------- | ------- | ------- | ------- | ----------- | ---------------- |
| 2017     | 5              | 0              | 1              | 6              | 172            | 19             | 1       | 0       | 1       | 41      | 12      | Campionesse | Ostrava Diamonds |
| Totale   | 5              | 0              | 1              | 6              | 172            | 19             | 1       | 0       | 1       | 41      | 12      |             |                  |

Fonti: Enciclopedia del Football - A cura di Roberto Mezzetti

##### Giovanili

###### ČJLAF
| Stagione | regular season | regular season | regular season | regular season | regular season | regular season | playoff | playoff | playoff | playoff | playoff | playoff   | playoff    |
|          | Vin            | Par            | Per            | Tot            | PF             | PS             | Vin     | Per     | Tot     | PF      | PS      | risultato | avversaria |
| -------- | -------------- | -------------- | -------------- | -------------- | -------------- | -------------- | ------- | ------- | ------- | ------- | ------- | --------- | ---------- |
| 2008     | 0              | 0              | 5              | 5              | 22             | 160            | -       | -       | -       | -       | -       | -         | -          |
| 2010     | 0              | 0              | 6              | 6              | 0              | 198            | -       | -       | -       | -       | -       | -         | -          |
| 2011     | 0              | 0              | 6              | 6              | 0              | 206            | -       | -       | -       | -       | -       | -         | -          |
| 2013     | 4              | 0              | 2              | 6              | 100            | 61             | -       | -       | -       | -       | -       | Campioni  | -          |
| Totale   | 4              | 0              | 19             | 23             | 122            | 625            | -       | -       | -       | -       | -       |           |            |

Fonti: Enciclopedia del Football - A cura di Roberto Mezzetti

###### ČJ2LAF
| Stagione | regular season | regular season | regular season | regular season | regular season | regular season | playoff | playoff | playoff | playoff | playoff | playoff   | playoff    |
|          | Vin            | Par            | Per            | Tot            | PF             | PS             | Vin     | Per     | Tot     | PF      | PS      | risultato | avversaria |
| -------- | -------------- | -------------- | -------------- | -------------- | -------------- | -------------- | ------- | ------- | ------- | ------- | ------- | --------- | ---------- |
| 2017     | 0              | 0              | 6              | 6              | 44             | 254            | -       | -       | -       | -       | -       | -         | -          |
| Totale   | 0              | 0              | 6              | 6              | 44             | 254            | -       | -       | -       | -       | -       |           |            |

Fonti: Enciclopedia del Football - A cura di Roberto Mezzetti

###### Dorostenecká liga
| Stagione | regular season | regular season | regular season | regular season | regular season | regular season | playoff | playoff | playoff | playoff | playoff | playoff   | playoff      |
|          | Vin            | Par            | Per            | Tot            | PF             | PS             | Vin     | Per     | Tot     | PF      | PS      | risultato | avversaria   |
| -------- | -------------- | -------------- | -------------- | -------------- | -------------- | -------------- | ------- | ------- | ------- | ------- | ------- | --------- | ------------ |
| 2016     | 3              | 0              | 3              | 6              | 146            | 100            | 1       | 1       | 2       | 19      | 44      | Finale    | Prague Lions |
| Totale   | 3              | 0              | 3              | 6              | 146            | 100            | 1       | 1       | 2       | 19      | 44      |           |              |

Fonti: Enciclopedia del Football - A cura di Roberto Mezzetti

#### Flag

##### Prima squadra

###### Flagové mistrovství
| Stagione | regular season | regular season | regular season | regular season | regular season | regular season | playoff | playoff | playoff | playoff | playoff | playoff                | playoff         |
|          | Vin            | Par            | Per            | Tot            | PF             | PS             | Vin     | Per     | Tot     | PF      | PS      | risultato              | avversaria      |
| -------- | -------------- | -------------- | -------------- | -------------- | -------------- | -------------- | ------- | ------- | ------- | ------- | ------- | ---------------------- | --------------- |
| 2015     | 1              | 0              | 1              | 2              | 47             | 51             | 1       | 2       | 3       | 27      | 97      | Quarto posto           | Prague Mustangs |
| 2016     | 1              | 0              | 1              | 2              | 36             | 71             | 0       | 2       | 2       | 18      | 51      | Semifinale 5º-8º posto | Zlín Golems     |
| Totale   | 2              | 0              | 2              | 4              | 83             | 122            | 1       | 4       | 5       | 45      | 148     |                        |                 |

Fonti: Enciclopedia del Football - A cura di Roberto Mezzetti

##### Giovanili

###### Flagová liga Under-19
| Stagione | regular season | regular season | regular season | regular season | regular season | regular season | playoff | playoff | playoff | playoff | playoff | playoff   | playoff    |
|          | Vin            | Par            | Per            | Tot            | PF             | PS             | Vin     | Per     | Tot     | PF      | PS      | risultato | avversaria |
| -------- | -------------- | -------------- | -------------- | -------------- | -------------- | -------------- | ------- | ------- | ------- | ------- | ------- | --------- | ---------- |
| 2017     | 6              | 0              | 6              | 12             | 408            | 695            | -       | -       | -       | -       | -       | -         | -          |
| Totale   | 6              | 0              | 6              | 12             | 408            | 695            | -       | -       | -       | -       | -       |           |            |

Fonti: Enciclopedia del Football - A cura di Roberto Mezzetti

###### Flagová liga Under-15
| Stagione | regular season | regular season | regular season | regular season | regular season | regular season | playoff | playoff | playoff | playoff | playoff | playoff   | playoff         |
|          | Vin            | Par            | Per            | Tot            | PF             | PS             | Vin     | Per     | Tot     | PF      | PS      | risultato | avversaria      |
| -------- | -------------- | -------------- | -------------- | -------------- | -------------- | -------------- | ------- | ------- | ------- | ------- | ------- | --------- | --------------- |
| 2014     | 2              | 0              | 16             | 18             | 213            | 445            | -       | -       | -       | -       | -       | -         | -               |
| 2015     | 8              | 0              | 27             | 35             | 587            | 1070           | -       | -       | -       | -       | -       | -         | -               |
| 2016     | 22             | 1              | 5              | 28             | 768            | 332            | 2       | 1       | 3       | 94      | 49      | Finale    | Příbram Bobcats |
| 2017     | 12             | 0              | 10             | 22             | 466            | 475            | -       | -       | -       | -       | -       | -         | -               |
| Totale   | 44             | 1              | 58             | 103            | 2034           | 2322           | 2       | 1       | 3       | 94      | 49      |           |                 |

Fonti: Enciclopedia del Football - A cura di Roberto Mezzetti

## Palmarès
- 1 Silverbowl (2013)
- 1 Campionato femminile di secondo livello (2017)
- 1 Campionato giovanile (2013)